# Anton Vaarandi

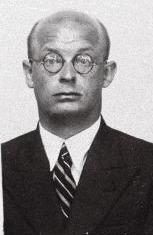
Anton Vahtmann

Anton Vaarandi (bis 1940 Anton Vahtmann, * 30. Augustjul. / 12. September 1901greg. in Rapla; † 28. September 1979 in Tallinn) war ein estnischer Literat, Journalist und Politiker.

## Leben
Anton Vaarandi ging bis 1917 in Rapla zur Schule und absolvierte 1921 das Tallinner Abendgymnasium. 1922 trat er in die Kommunistische Partei Estlands ein und nahm gleichzeitig ein Studium der Philologie an der Universität Tartu auf. Hier hörte er unter anderem auch Vorlesungen von Gustav Suits. 1924 wurde er jedoch wegen seiner politischen Tätigkeit inhaftiert. Die folgenden sechs Jahre verbrachte er im Gefängnis, nach seiner Freilassung 1931 ging er in die Sowjetunion und lebte zunächst in Moskau, später in Leningrad, wo er in einem estnischen Verlag arbeitete.
1933 wurde er von der estnischen Sektion der Komintern nach Skandinavien entsandt, wo er estnischsprachige kommunistische Zeitungen herausgab. Außerdem studierte er von 1937 bis 1940 an der Universität Oslo. Nach der Besetzung Norwegens durch Hitlerdeutschland ging er zurück nach Estland, wo er im Anschluss an die Sowjetisierung Estlands in Tallinn die Redaktion der Kulturzeitung Sirp ja Vasar ("Hammer und Sichel") übernahm. Nach dem deutschen Überfall auf die Sowjetunion jedoch wurde er ins sowjetische Hinterland evakuiert, wo er während der Leningrader Blockade in der eingeschlossenen Stadt estnische Zeitungen herausgab.
Nach dem Krieg nahm er als einziger estnischer Beobachter am Nürnberger Prozess teil. Anschließend war er einige Jahre in der Politik und ab 1951 bei der literarischen Zeitschrift Looming tätig, von 1960 bis 1968 als ihr Chefredakteur. Nicht zuletzt diese Tätigkeit hat ihm den Namen des „Patriarchen der sowjetestnischen Journalistik“ eingebracht.
Anton Vaarandi war kurzzeitig mit der Dichterin Debora Vaarandi verheiratet.

## Auszeichnungen
- 1965: Verdienter Kulturschaffender der ESSR

## Schriften
- Päästame neegertöölised dollarkuningate elektritoolilt ('Retten wir die schwarzen Arbeiter vor dem elektrischen Stuhl der Dollarkönige'). Leningrad: Külvaja 1932. 28 S.
- Kild killu kõrvale ('Splitter für Splitter'). Tallinn: Eesti Raamat 1975. 340 S.